# Lázaro Cárdenas, Coicoyán de las Flores
Lázaro Cárdenas är en ort i Mexiko.   Den ligger i kommunen Santiago Juxtlahuaca och delstaten Oaxaca, i den sydöstra delen av landet, 260 km söder om huvudstaden Mexico City. Lázaro Cárdenas ligger 2 169 meter över havet och antalet invånare är 423.
Terrängen runt Lázaro Cárdenas är kuperad norrut, men söderut är den bergig. Terrängen runt Lázaro Cárdenas sluttar söderut. Runt Lázaro Cárdenas är det ganska glesbefolkat, med 43 invånare per kvadratkilometer. Närmaste större samhälle är San Vicente Zoyatlán, 18,1 km väster om Lázaro Cárdenas. I omgivningarna runt Lázaro Cárdenas växer huvudsakligen savannskog.